# Digitaria eylesii
Digitaria eylesii är en gräsart som beskrevs av Charles Edward Hubbard. Digitaria eylesii ingår i släktet fingerhirser, och familjen gräs. Inga underarter finns listade i Catalogue of Life.